# Highway Ridge
Highway Ridge (englisch für Schnellstraßengrat) ist ein Gebirgskamm in der Royal Society Range des Transantarktischen Gebirges im ostantarktischen Viktorialand. Er erstreckt sich vom Shark Fin Glacier in östlicher Richtung bis zum Foster-Gletscher.
Das New Zealand Geographic Board benannte ihn 1994. Namensgebend ist der Umstand, das der Gebirgskamm einen guten Zugang vom unteren Abschnitt des Foster-Gletschers zum Shark Fin Glacier bietet.